# Roden Cutler
Arthur Roden Cutler (znany jako Roden Cutler; ur. 24 maja 1916 w Sydney, zm. 22 lutego 2002 tamże) – australijski żołnierz, dyplomata i działacz społeczny. W latach 1966–1981 był gubernatorem Nowej Południowej Walii, zajmując to stanowisko najdłużej w historii.

## Życiorys

### Młodość i służba wojskowa
Po ukończeniu studiów podjął pracę w australijskim oddziale amerykańskiego koncernu petrochemiczne, a równocześnie wieczorowo studiował ekonomię na University of Sydney. Od 1936 należał do ochotniczego regimentu uniwersyteckiego, kształcącego oficerów rezerwy spośród studentów. Był także ratownikiem pływackim. Po wybuchu II wojny światowej otrzymał szlify oficerskie jako porucznik. Początkowo służył w milicji, ale w 1940 przeniósł się do tzw. Australijskich Sił Imperialnych, czyli tej części regularnego wojska, która walczyła na frontach w Europie i na Bliskim Wschodzie. Brał udział w operacji Exporter, gdzie dał się poznać jako wyjątkowo odważny oficer. Został poważnie ranny w bitwie pod Damour. Lekarze podjęli decyzję o amputacji części jego nogi, wskutek czego w 1942 opuścił wojsko z powodów medycznych. Za swoje zasługi wojenne otrzymał Krzyż Wiktorii i powrócił do kraju w chwale bohatera.

### Kariera dyplomatyczna
Po demobilizacji Cutler wstąpił do australijskiej służby dyplomatycznej, gdzie zrobił bardzo szybką karierę. W wieku zaledwie 29 lat został wysokim komisarzem Australii w Nowej Zelandii. Kierował placówką w Wellington w latach 1946-52, po czym został wysokim komisarzem na Celjonie. W latach 1956–1957 był szefem australijskiej placówki w Kairze, kierując nią m.in. w czasie kryzysu sueskiego. Następnie został szefem protokołu dyplomatycznego w centrali resortu spraw zagranicznych w Canberze. W latach 1958–1961 był wysokim komisarzem Australii w Pakistanie. W 1960 reprezentował australijski rząd na uroczystościach z okazji uzyskania niepodległości przez Somalię. W latach 1961–1965 był konsulem generalnym w Nowym Jorku. W tym okresie trzykrotnie brał udział jako przedstawiciel Australii w sesjach Zgromadzenia Ogólnego ONZ. Ostatnim stanowiskiem, jakie zajmował w dyplomacji, była funkcja ambasadora Australii w Holandii, którym był w latach 1965-1966.

### Gubernator Nowej Południowej Walii
W 1966 objął bardzo prestiżowe, choć w dużej mierze ceremonialne, stanowisko gubernatora Nowej Południowej Walii. Zajmował je przez piętnaście lat, dłużej niż którykolwiek z jego poprzedników i następców. Od 1975 jako najdłużej urzędujący spośród gubernatorów stanowych pełnił funkcję zastępcy gubernatora generalnego Australii w czasie jego wyjazdów zagranicznych. W czasie kryzysu konstytucyjnego w 1975 roku doradzał gubernatorowi generalnemu Johnowi Kerrowi, aby ten nie odwoływał bez ostrzeżenia premiera federalnego Gougha Whitlama, lecz jego zdanie zostało zignorowane.

### Emerytura i śmierć
Po zakończeniu swojej kadencji gubernatorskiej Cutler zajmował liczne stanowiska w radach nadzorczych firm i instytucji państwowych. Zmarł po długiej chorobie w lutym 2002 roku, przeżywszy 85 lat. Decyzją rządu stanowego Nowej Południowej Walii, pochowano go z najwyższymi honorami państwowymi.

## Odznaczenia i wyróżnienia
Oprócz Krzyża Wiktorii (1941), otrzymał liczne wysokie odznaczenia cywilne. W 1957 został Komandorem Orderu Imperium Brytyjskiego. W 1965 otrzymał Order św. Michała i św. Jerzego klasy Rycerz Komandor, co pozwoliło mu dopisywać tytuł Sir przed nazwiskiem, a także Order Najczcigodniejszego Zakonu Szpitala św. Jana z Jerozolimy. W 1970 został Rycerzem Komandorem Królewskiego Orderu Wiktoriańskiego.
W 2000 wspólnie z dwoma innymi Australijczykami odznaczonymi Krzyżem Wiktorii został upamiętniony na okolicznościowych monetach i znaczkach pocztowych. Był doctorem honoris causa następujących uczelni: University of Sydney, University of New South Wales, Uniwersytetu w Newcastle, Australia, University of New England oraz University of Wollongong.